# Nekem lámpást adott kezembe az Úr Pesten
A Nekem lámpást adott kezembe az Úr Pesten 1999-ben bemutatott magyar filmszatíra Jancsó Miklós rendezésében, mely a Kreatív Média Műhely produkciójában készült. A történetet Jancsó és állandó forgatókönyvírója, Hernádi Gyula, illetve Grunwalsky Ferenc operatőr közösen jegyzik. A rendező „ezredfordulós hexológiájának” első része, amely számos szempontból is váratlan és radikális stílusváltást jelentett. Jancsó Miklós több évtizedes pályáját eddig meghatározó metaforikus-stilizált elbeszélési formát és absztrakt megjelenítéseket, amiket hosszú megszakítás nélküli snittekben és aprólékosan megkomponált koreográfiákban tárta a nagyérdemű elé, ebben a filmben felváltották a kézi kamerás felvételek, miközben a nagytotálok, közeli és szuper-közeli felvételek váltják egymást, időnként klipszerű könnyűzenei betétek is megjelennek. A szereplők a stilizált dialógusok helyett köznapi, profán szövegeket kaptak, illetve számos jelenetben improvizálhattak is.

## Történet
A film az új demokratikus-kapitalista rendszer első évtizedére reflektál groteszk és abszurd formában. A két központi alak, Kapa (Mucsi Zoltán) és Pepe (Scherer Péter), mint két burleszkfigura. A karakterek az egyik szerzőtárs, Grunwalsky Ferenc korábban Szomjas Györggyel közös filmjeiből (Roncsfilm, Gengszterfilm) érkeztek, számos esztétikai megoldással együtt. A film kaotikus világából a magyarországi rendszerváltás utáni vadkapitalizmus portréja jelenik meg, amelyben a szereplők folyamatos identitásváltásával mutatja meg, ahogy az érdekek mindent felülírnak. De végül mindenki ugyanott és ugyanúgy végzi.

## Szereplők
- Mucsi Zoltán – Kapa
- Scherer Péter – Pepe
- Szarvas József – Józsi
- Hernádi Gyula – Gyula bácsi
- Jancsó Miklós – Miki bácsi
- Kovács Zsolt – Zsoltika
- Anger Zsolt – Anger
- Balogh Erika
- Csapó Virág
- Oroszlán Szonja
- Moldvai Kiss Andrea
- Vasvári Emese
- Timkó Eszter
- Böjte József
- Márton István
- Ganxsta Zolee
- Ferenczi György
- Lovasi András
- Ladányi Andrea
- Csoma Judit
- Bikácsy Gergely
- Juhász Jácint
- Szabados Mihály
- Grunwalsky Ági
- Grunwalsky Anna
- Homonnai Kati
- Bakos Éva
- Fogarasi Gergely
- Gáspár Gergő
- Gombai Szabolcs
- Galkó Balázs
- Fehér György
- Mester Réka
- Novák Ferenc
- Rácz Attila
- Pintér Tamás

## Ajánlás
„Mondja, kedves nézőnk, néhanapján elgondolkodik-e azon, milyen is a világ? Igen? Jaj, ne tegye! Élje az életét! Élje a mindennapokat! Legyen vidám és boldog! Nem az? Erőltesse meg magát, ne törődjön semmivel! Nézze, az emberen kívül minden állat tudja: a legfontosabb az életben, élvezni azt. No, ez a filmünk kicsit hozzásegíti.” (Jancsó Miklós)

## A hexalógia
1. Nekem lámpást adott kezembe az Úr Pesten (1999)
2. Anyád! A szúnyogok (2000)
3. Utolsó vacsora az Arabs Szürkénél (2001)
4. Kelj fel, komám, ne aludjál! (2002)
5. A mohácsi vész (2004)
6. Ede megevé ebédem (2006)

A rendező személyén kívül az alábbiak közös pontok:
- mindegyiket Grunwalsky Ferenc fényképezte
- mindegyikben játszik Mucsi Zoltán, Scherer Péter, Vasvári Emese, Kovács Zsolt, Moldvai Kiss Andrea és Lovasi András, utóbbi révén (ő a dalnok figurája a filmekben) mindegyik filmben többször hallható dal a Kispál és a Borz zenekartól, ti. Lovasi a zenekar szövegírója és énekese
- mindegyik a Hernádi–Jancsó–Grunwalsky-alapötletből készült
- mindegyikre jellemző az improvizatív játékstílus.